# 스페인 달러

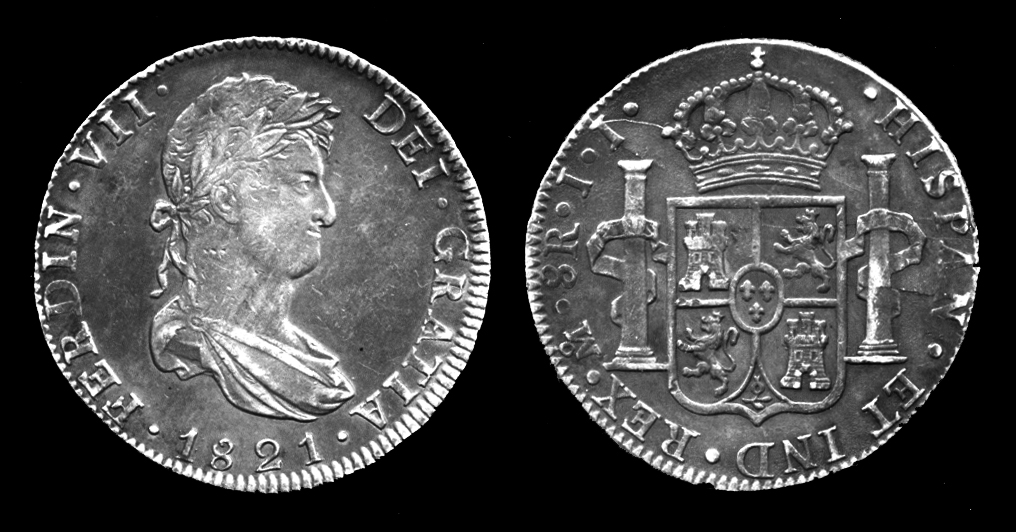
1821년 페르난도 7세 스페인 달러

스페인 달러(영어: Spanish dollar) 또는 여덟 조각(스페인어: Peso de Ocho), 레알 데 아 오초(real de a 8), 페소 푸에르테(peso fuerte), 페소 두로(peso duro)는 1497년부터 스페인 제국에서 발행했던 지름 약 38mm의 은화인 8 스페인 레알 주화의 다른 이름이다. 독일의 탈러와 상응하기 
스페인 달러는 유럽과 아메리카, 동아시아에서 널리 쓰였기 때문에 18세기 후반까지 여러 나라에서 기축 통화로 쓰였다. 스페인 달러는 미국 달러의 바탕이 된 동전이었으며 1857년에 경화주조법안이 제정되기 전까지는 미국의 법정 통화로 쓰였다. 통화 기호 가운데 하나인 $은 스페인 달러의 문양에 있는 기둥과 줄무늬에서 유래됐다는 다양한 이론도 있다. 스페인어로 무게를 뜻하는 단어인 '페소(peso)'는 스페인 달러의 가치를 나타내기 위해 쓰였으며, 아르헨티나, 볼리비아, 칠레, 콜롬비아, 코스타리카, 쿠바, 도미니카, 에콰도르, 과테말라, 온두라스, 멕시코, 니카라과, 파라과이, 필리핀, 푸에르토리코, 페루, 엘살바도르, 우루과이, 베네수엘라 등의 사례와 같이 스페인 제국 식민지 화폐의 기준이 됐다.
수 세기에 걸쳐 수백만 개의 스페인 달러가 발행됐고, 스페인 제국령 아메리카에서 제일 널리 쓰인 동전 가운데 하나였으며 19세기 북아메리카와 동남아시아에서도 여전히 쓰였다.

## 역사

### 스페인

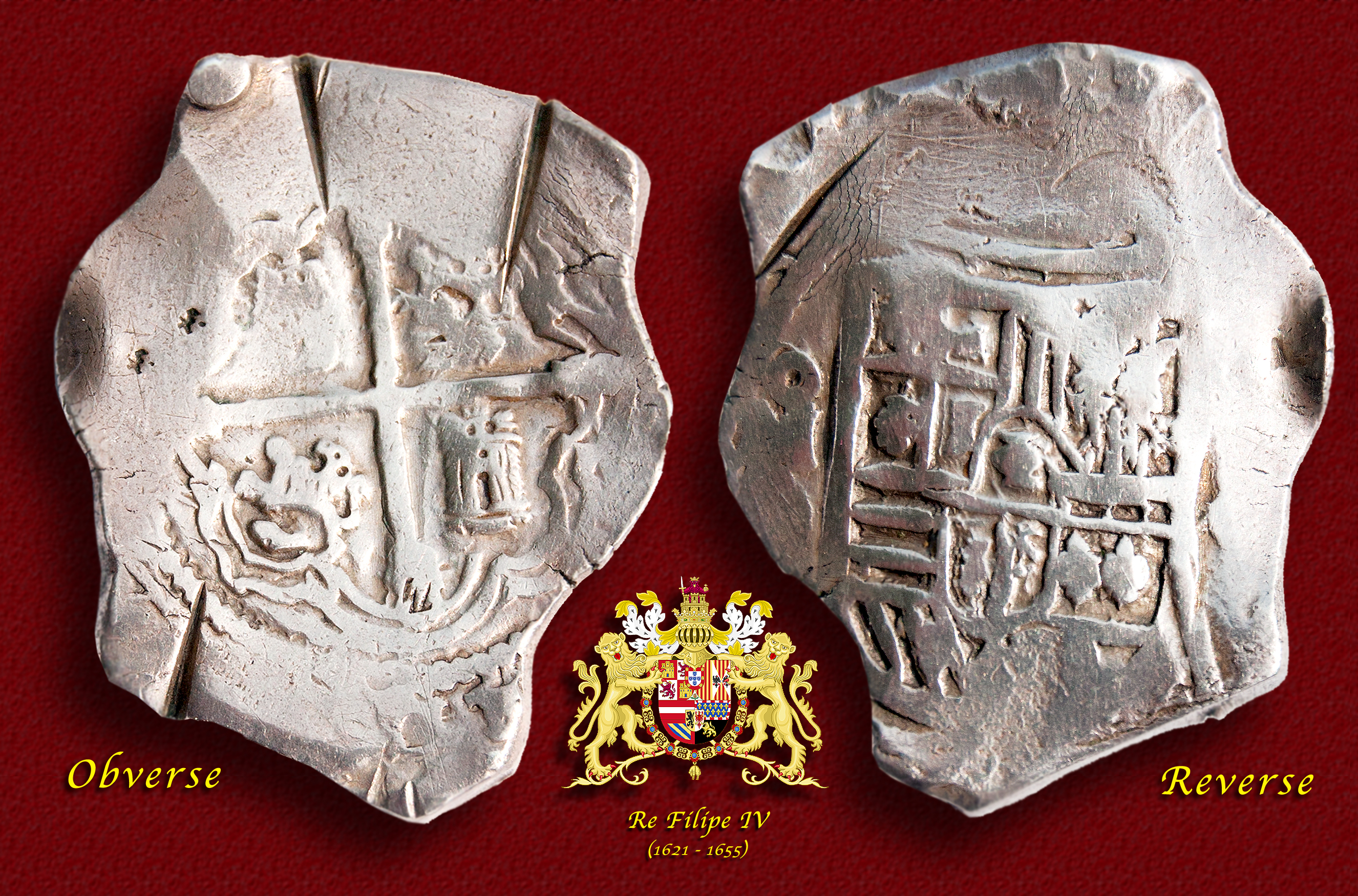
1650년경 멕시코 발행 스페인 달러

1486년 오스트리아에서 큰 은화인 굴덴그로셴이 만들어진 뒤 높은 순도의 은화 개념이 유럽 전역에 퍼져나갔다. 1497년 스페인 제국에서 화폐 개혁으로 8 스페인 레알 동전이 발행됐다. 1537년에 16 스페인 레알의 가치를 지닌 스페인 에스쿠도 금화가 만들어졌으며, 그 뒤 32 스페인 레알 또는 2 스페인 에스쿠도의 가치를 지닌 도블론 금화가 만들어졌다. 이 8로 나누어 떨어지는 특징으로 인해 스페인 달러가 '여덟 조각(Peso de Ocho)'이라는 이름을 얻게 됐다.
이후 스페인 제국의 동전들은 스페인 제국과 신대륙의 다양한 조폐창에서 만들어졌으며 스페인 제국 밖에서도 널리 쓰였다. 포토시의 대규모 은광과 탁스코, 사카테카스 등의 멕시코 은광 등 스페인 제국이 통치하는 아메리카에서 은이 많이 생산되자 멕시코와 페루의 조폐창에서도 동전을 발행하기 시작했다.

### 멕시코
1821년에 독립한 멕시코는 십진법 통화 제도와 멕시코 페소를 도입하기 전까지 스페인 제국과 비슷하게 은 레알과 금 에스쿠도를 발행했다. 멕시코의 8 레알 동전은 19세기에 무역은으로 널리 쓰였으며 나중에 1 멕시코 페소 동전이 됐다.
1918년 이후로 멕시코 페소는 크기와 순도가 줄어들었으며 1940년대와 1950년대에도 더 줄어들었다.

### 아일랜드 및 영국 식민지
아일랜드와 영국의 식민지에서는 스페인 달러를 '콥(cob)'이라 불렀는데, 스페인 제국령 아메리카에서 발행한 금화와 은화들은 모양이 불규칙하게 생겼고 투박하게 만들어졌기 때문이다.

### 오스트레일리아

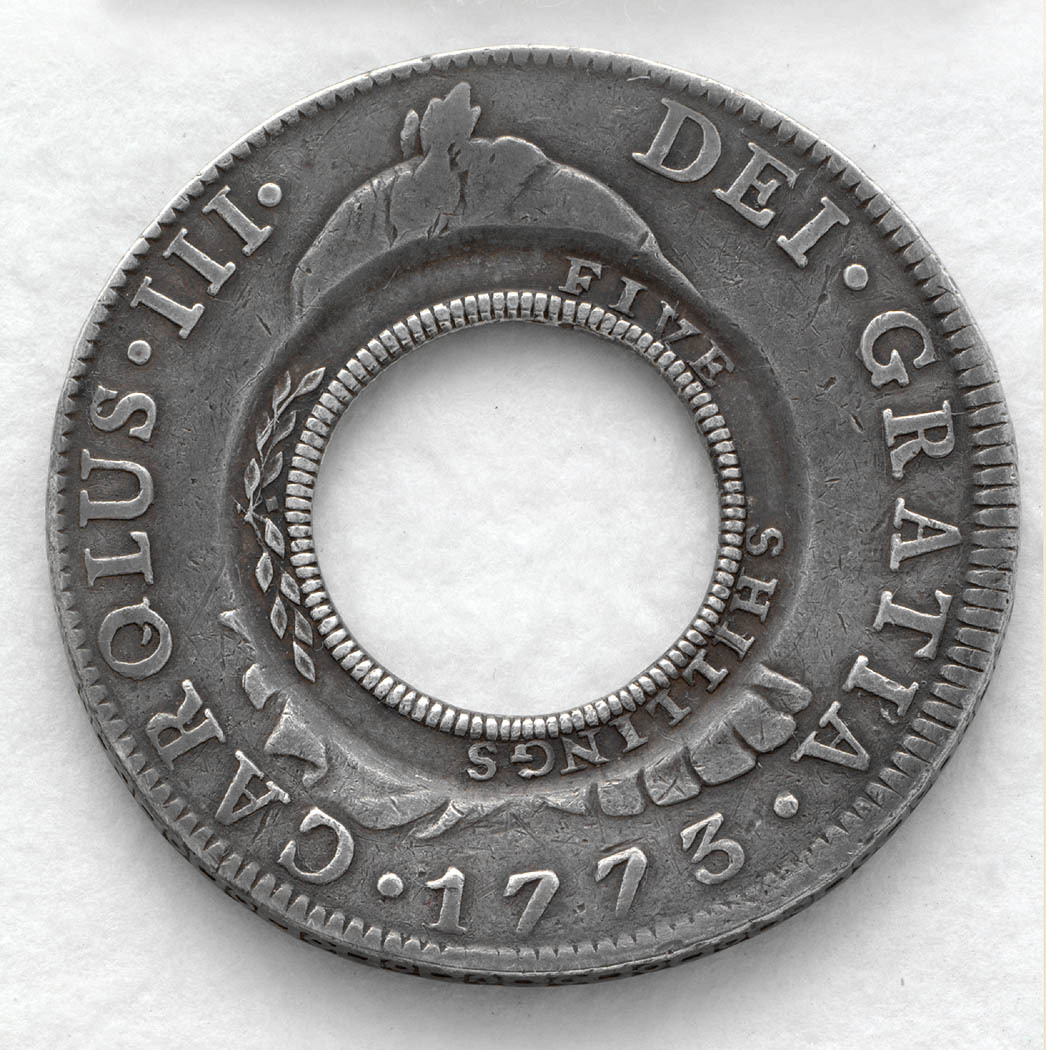
뉴사우스웨일스 홀리 달러

1788년에 뉴사우스웨일스 식민지가 세워진 뒤 무역선들이 화물을 건네고 동전을 받아가면서 뉴사우스웨일스 식민지에서는 동전 부족 현상이 나타났다. 총독 래클런 매쿼리는 영국 정부가 보낸 1만 파운드의 스페인 달러의 가운데에 구멍을 뚫어 뉴사우스웨일스 식민지 바깥에서 쓰이지 못하게 만든 채 유통시켰다. 뚫려져 나간 가운데의 둥근 부분은 '덤프(dump)'라고 불렸으며 15 펜스의 가치를 가졌고, 구멍이 뚫린 동전은 '홀리 달러(holey dollar, 구멍뚫린 달러)'로 불렸으며 5 실링의 가치를 가졌다. 덤프의 앞면에는 왕관과 함께 '뉴사우스웨일스'라고 압인됐고 뒷면에는 액면이 압인됐으며, 홀리 달러의 앞면에는 날짜와 함께 '뉴사우스웨일스'라고 압인됐고 뒷면에는 액면이 압인됐다. 이 훼손된 동전들은 오스트레일리아에서 유통할 목적으로 발행된 최초의 통화다. 이 동전들은 짧은 기간 동안 유통됐고 영국 의회는 1825년에 스털링 은화법을 통과시켜 오스트레일리아의 식민지에서 영국의 동전만 쓸 수 있도록 만들었다.

### 미국
1792년 경화주조법안으로 미국 조폐국이 만들어졌지만 최초의 미국 달러는 스페인 달러보다 인기가 없었는데, 스페인 달러가 더 무게가 나가고 은으로 만들어졌기 때문이다. 스페인 달러는 보통 무게가 27.468g였고 순도가 93.055%였으므로 순은 25.561g을 포함하고 있었는데 무게와 순도는 조폐창마다 달랐으며 시간이 지나면서 달라지기도 했다. 반면 1792년 경화제조법안에는 미국 달러는 순은 24.1g 또는 표준은 27.0g을 포함하고 있어야 한다고 명시됐다. 이 규정은 임의로 골라 무게를 잰 닳은 스페인 달러의 평균 무게였다.
미국 독립 혁명이 일어나기 전 미국에서는 영국의 중상주의 정책으로 만성적인 동전 부족 현상이 있었고, 때때로 서인도 제도와의 불법 무역으로 얻은 스페인 달러가 무역에서 쓰였다. 스페인 달러는 1857년 경화제조법안이 제정되기 전까지 미국의 법정 통화였다.

### 아시아

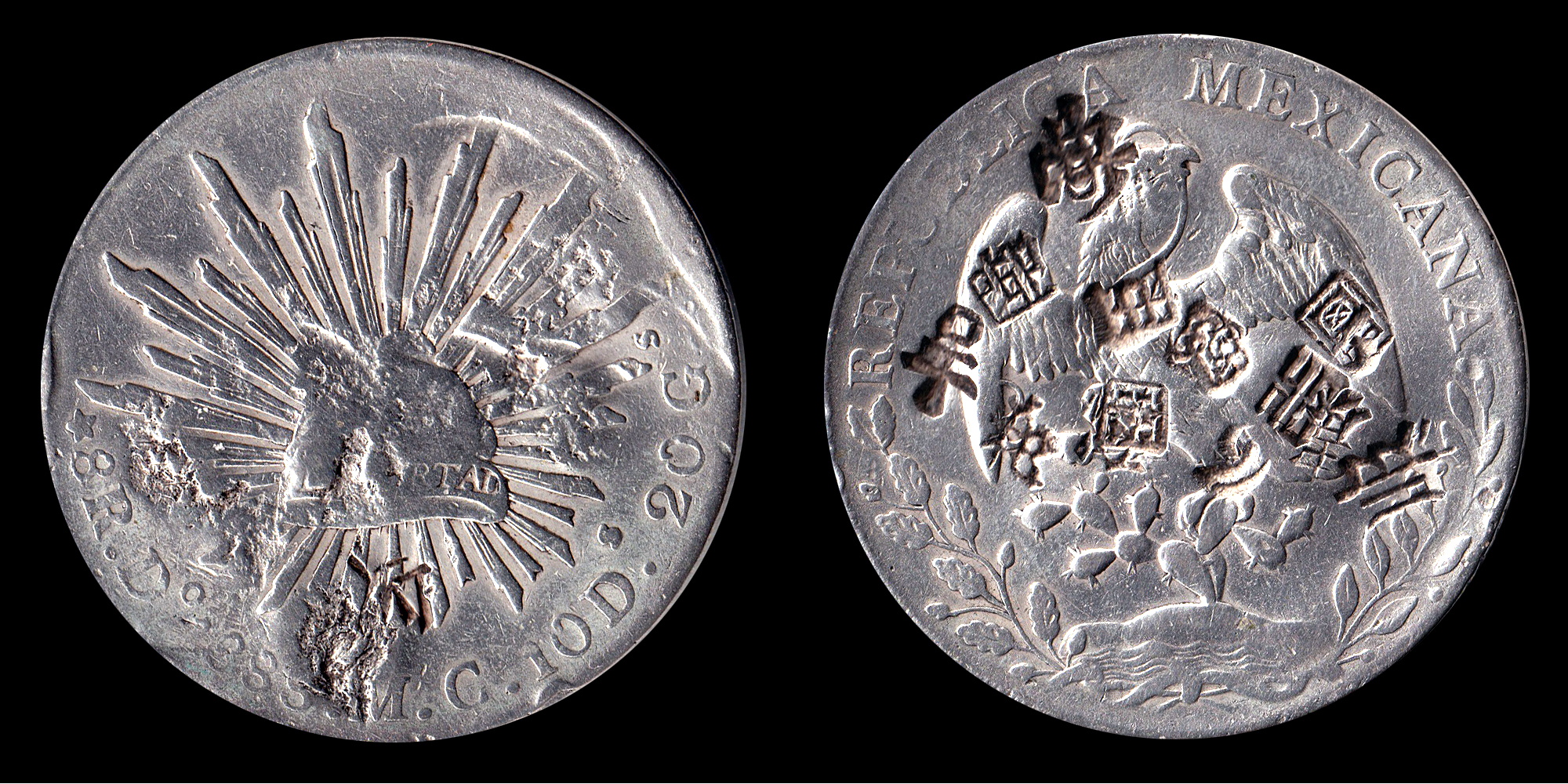
한자가 각인된 1888년 멕시코 8 레알 동전

스페인 달러는 아메리카에서 만들어진 뒤 대량으로 스페인으로 운송돼 해적들의 목표물이 됐으며, 해적 전통과 오랫동안 연결됐다. 마닐라 갤리온들은 멕시코의 은을 스페인 제국령 필리핀의 마닐라로 가져와 중국 상품들과 맞바꾸었는데, 당시 은만이 유일하게 중국이 받아들이는 외국 상품이었기 때문이다. 중국의 상인들은 은화의 정확한 무게와 가치를 확인하기 위해 은화에 각인을 했기 때문에 많은 스페인 달러들은 한자 각인이 찍혔다. 스페인 달러의 규격은 동아시아 무역에서 기준이 됐으며 뒤에 서양 세력들이 무역은과 식민지 화폐를 발행할 때 스페인 달러와 비슷한 규격으로 만들어졌다.
최초의 중국 위안 동전은 스페인 달러와 같은 규격으로 만들어졌기 때문에 중국어로 위안을 뜻하는 단어(元)와 달러를 뜻하는 단어가 같아지는 결과를 낳았다.

## 같이 보기
- 은화
- 스페인 레알
- 무역은
- 엘 카사도르 (선박)